# تحكم متكيف
تحكم متكيف (بالإنجليزية: Adaptive Control)‏ يشير إلى الية تحكم قادرة على التعابش مع الظروف المتغيرة نسبيا مع الزمن.فالطائرة مثلا ستتغير كتلتها بعض الشي أثناء الطيران تتيجة احتراق الوقود، وهي تختلف عن التحكم المتين "robust control" من حيث انها لا تحتاج إلى حدود التغير في المتغيرات.

## أنواع التحكم المتكيف
بشكل عام يمكن تصنيف التحكم لمتكيف إلى:
1. التحكم المتكيف ذي التغدية الراجعة "feedback"
2. التحكم المتكيف ذي التغذية الامامية "feed-forward"

هناك عدة فئات من التحكم المتكيف:
- التحكم المتكيف المزدوج (يعتمد على نظرية التحكم المزدوج)
  - التحكم المزدوج الأمثل "optimal".
  - التحكم المزدوج دون الأمثل "suboptimal".
- التحكم المتكيف غير المزدوج
  - غاين سكاديولينغ Gain scheduling:استخدام مجموعة من المتحكمات الخطية للتحكم في الأنظمة اللاخطية، كل منها يقدم تحكم مناسب لمحددة عمل النظام.
  - النموذج المرجعي للتحكم المتكيف: نموذج يحدد الاداء المطلوب
  - نموذج المطابقة للمتحكم المتكيف